# La stagione dell'amore
La stagione dell'amore è un album di inediti pubblicato dal gruppo musicale italiano dei Ricchi e Poveri nel 1980.

## Descrizione
È l'ultimo album pubblicato dai Ricchi e Poveri come quartetto, nella formazione originaria di cui faceva parte anche la cantante genovese Marina Occhiena, uscita dal gruppo all'inizio del 1981, poco prima dell'esibizione della band come trio, per l'interpretazione sanremese del successo Sarà perché ti amo (l'ultima performance dei Ricchi e Poveri con Marina Occhiena coincide proprio con le prove per l'esecuzione del brano sul palco dell'Ariston). L'album, contenente dieci inediti, esce nel 1980, per l'etichetta Baby Records, su vinile e in cassetta, distribuito dalla CGD.
La stagione dell'amore vede la partecipazione attiva, come autrice e traduttrice ritmica, proprio della Occhiena, che realizza l'adattamento di un brano in francese intitolato Et maintenant, che diventa in italiano E no, e no, pubblicato come singolo promozionale, abbinato a un'altra canzone tratta dal 33 giri, la title track La stagione dell'amore, sul lato B. Il long-playing contiene diversi brani composti da Toto Cutugno, vincitore del Festival di Sanremo di quell'anno con Solo noi, e autore di Olympic Games, brano con cui il cantante italo-spagnolo Miguel Bosé trionfa, in estate, al Festivalbar. Piccolina è invece scritta da Marina assieme ai due uomini del gruppo, Angelo Sotgiu e Franco Gatti. Gli arrangiamenti dell'intero disco sono realizzati da Mats Bjorklund.
Dell'album, la cui edizione italiana comprende anche la versione in inglese di Et maintenant, intitolata What Now My Love, e una doppia versione, vocale e strumentale, di Jungle Beat di Cutugno, viene realizzata anche un'edizione spagnola, sempre per la Baby Records, ben più "fortunata" in termini di vendite, disponibile in vinile e su cassetta, che prende il titolo di "La estación del amor", con alcuni brani cantati in castigliano, tradotti da Juan A. García Reyzábal (Ex batterista dei Módulos). Così, La stagione dell'amore diventa La estación del amor; Amare, ricominciare, no, no, no diventa semplicemente No, no, no; Goodbye my love diventa Adiós mi amor; mentre Piccolina, reinterpretata in lingua, conserva però il suo titolo italiano originario. Come singolo promozionale ispanico viene scelta Adiós mi amor, con La estación del amor sul lato B. Particolare successo ottiene No, no, no, indicata, direttamente sulla copertina del long-playing, come grande successo in castigliano del gruppo.
L'album verrà poi ristampato in Italia nel 1982 con il nuovo titolo Come eravamo. Nella ristampa i brani non subiscono nessun tipo di variazione mantenendo lo stesso ordine di disposizione.

## Tracce

### Versione italiana:"La stagione dell'amore"/ Ristampa italiana:"Come eravamo"
1980, 1982
Tutti i brani sono arrangiati da Mats Bjorklund.
Lato A
1. E no, e no (cover in italiano di Et maintenant) (Becaud/Sigman - adattamento di Marina Occhiena)  3.58
2. La stagione dell'amore (Cutugno/Jay/Minellono)  3.36
3. Jungle beat (Cutugno/Jay)  4.18
4. Walking love (Sotgiu/Gatti/Jay)  3.40
5. Amare, ricominciare, no, no, no (Cutugno/Jay/Minellono)  3.21

Lato B
1. Somebody to love (Bjorklund/Cutugno/Jay)  4.06
2. Piccolina (Sotgiu/Gatti/Occhiena)  3.37
3. Goodbye my love (Cutugno/Jay)  3.02
4. What now my love (cover in inglese di Et maintenant) (Becaud/Sigman - adattamento di Leroyer)  4.09
5. Jungle beat (versione strumentale) (Cutugno/Jay)  3.52

N.B. L'album dell'edizione italiana viene distribuito anche per il mercato estero. Fra i Paesi in cui viene pubblicato vi sono la Germania e il Brasile.

### Versione spagnola:"La estación del amor"
1980
Tutti i brani in spagnolo sono tradotti da Juan A. García Reyzábal.
Lato A
1. Jungle beat (Cutugno/Jay)
2. Walking love (Sotgiu/Gatti/Jay)
3. Adiós mi amor (Cutugno/Jay/García Reyzábal)
4. E no, e no (cover in italiano di Et maintenant) (Becaud/Sigman - adattamento di Occhiena)
5. Piccolina (Sotgiu/Gatti/Occhiena/García Reyzábal)

Lato B
1. No, no, no (Cutugno/Jay/Minellono/García Reyzábal)
2. Somebody to love (Bjorklund/Cutugno/Jay)
3. What now my love (cover in inglese di Et maintenant) (Becaud/Sigman - adattamento di Leroyer)
4. La estación del amor (Cutugno/Jay/Minellono/García Reyzábal)
5. Jungle beat (instrumental) (Cutugno/Jay)

## Singoli estratti dall'album
- E no, e no / La stagione dell'amore (Baby Records, BR 50214) - Italia, 1980
- Adiós mi amor / La estación del amor (Baby Records) - Spagna, 1980
- Piccolina / No, no, no (Baby Records) - Spagna, 1980

## Dettagli pubblicazione
| Paese  | Data | Etichetta    | Formato | Nº Catalogo |
| ------ | ---- | ------------ | ------- | ----------- |
| Italia | 1980 | Baby Records | 33 giri | BR 56009    |

- Pubblicazione & Copyright: 1980 - Baby Records - Milano.
- Distribuzione: CGD - Milano.